# حارة (جبلة)

تعديل مصدري - تعديل

حارة هي إحدى قرى عزلة وراف بمديرية جبلة التابعة لمحافظة إب، بلغ تعداد سكانها 414 نسمة حسب تعداد اليمن لعام 2004.